# 三木恢
三木 恢（みき ひろむ、昭和13年〈1938年〉 - 昭和36年〈1961年〉10月31日）は、日本に展開していた不良集団の首領。三声会会長。三声会は東声会の系列だった。

## 来歴
昭和13年（1938年）、朝鮮の公州で生まれた日系人。三木恢は、5人兄弟の末っ子だった。親は朝鮮で鉱山主だった。終戦後、親は日本に引き揚げ、東京・中野区で税務法律相談所を営んだ。昭和27年（1952年）、三木恢の父親が病死した。以降から、三木恢は喧嘩に明け暮れるようになった。昭和30年（1955年）ごろには、新宿で一派らしきものを形成していた。一派は、新宿付近の高校生が中心だった。ほぼそのころ「三声会」を結成したと云われる。ただし、盃のやりとりはなかったという。最盛期でも、組員の6割は高校生だったと云われる。三木の方針で、組員は中流以上の家庭の子弟だったと云われる。会にはジェリー藤尾も加入していた。
昭和36年（1961年）10月31日深夜、新宿区・歌舞伎町の深夜喫茶で、敵対する港会会員に、東声会大幹部・陳 八芳とともに撃たれて死亡した。享年23。

## 人物・プロフィール
『サンデー毎日』昭和34年7月26日号で「極東のナワ張り？そんなもの法律にあるわけでもなし」「オレには仁義もいらない。ナワ張りもない。ケンカだけだ。あの場所が金になると思えば、そこに行くだけだ」と語っている。